# Kritsana Klanklin
Kritsana Klanklin (tiếng Thái: กฤษณะ กลั่นกลิ่น; sinh ngày 26 tháng 2 năm 1984) là một cầu thủ bóng đá từ Thái Lan.  Anh hiện tại thi đấu cho Khon Kaen ở Thai League 2.
Anh thi đấu cho Krung Thai Bank ở vòng bảng Giải vô địch bóng đá các câu lạc bộ châu Á 2008.

## Danh hiệu

### Câu lạc bộ
Bangkok Glass
- Cúp bóng đá Singapore Vô địch (1): 2010